# 서울 양천 TNT FC
서울 양천 TNT FC(Seoul Yangcheon TNT Football Club)는 대한민국 서울특별시에 있는 축구 선수단이다. 2000년에 창단하여 축구 선수 재기 전문 독립 축구단으로 독립구단으로 출범하여 K5리그에 소속된 A팀, K7리그에 소속된 B팀, C팀을 운영하고 있다.

## 팀 정보
주로 경력이 중단된 축구 선수들의 국내외 프로 재기를 목적으로 운영되고 있으며, 축구인이자 기업인 김태륭이 대표를 맡고 있다. TNT FC는 자체적으로 프로 입단을 준비하는 선수들로 구성된 독립구단인 A팀과 아마추어 동호인이 중심이 되어 KFA 디비전5에 소속된 B팀으로 나누어 운영되고 있으며, A팀 감독으로는 황보수가, B팀 감독은 김훈성이 맡고 있다. 2023년 서울특별시 양천구와 연고지 협약을 체결하여 양천구 공식 축구단으로 활동한다. 구단의 상징색은 밝은 하늘색 계열이다.

## 구단 역사

### 2016년
2016년 여러 선수들이 프로 계약을 체결하는 데에 성공하였고, 그 중 김재연이 K리그 챌린지 서울 이랜드 FC와 계약을 체결하는 데에 성공하였다. 이외에 이길훈이 인도네시아의 스멘 파당 FC와 계약, 김근철은 태국의 PT 쁘라쭈압, 조영준은 인천 유나이티드, 우현은 대전 시티즌, 박광일은 일본 J2리그의 에히메 FC와 계약을 맺기도 하였다.

### 2017년
2017년 TNT FC는 단순한 재기 전문 독립 축구단에서 벗어나, K3리그에 직접 참여하려는 시도를 보였다. 이러한 목표에 맞추기 위해 UEFA A 라이선스를 보유한 포르투갈 출신 감독 마리우 레모스를 선임하였다. 마리우 레모스는 2016년 1월부터 TNT FC에 합류하여 무보수로 비공식 감독으로 재직하고 있었으나, 2017년 여름 TNT FC의 정식 감독으로 부임하게 되었다. 재정적으로 두사커의 후원을 받는 한편, 뉴발란스로부터 축구 용품을 후원받기도 하며 구색을 갖추기 시작했다. TNT FC는 K3리그 참가가 무산될 경우를 대비하여, R리그 참가도 플랜 B로 구상하고 있기도 하였다. 9월 29일 TNT FC는 서울특별시 양천구를 연고지로 확정하였고, 목동종합운동장을 홈구장으로 하여 한국 축구 협회에 창단의향서를 제출하였다. 구단명 또한 양천 TNT FC로 결정하며, K3리그 진출을 위한 채비를 마치고 있었다. 그러나 K3리그 참가하기 위해 주식회사 스포츠구루의 후원이 절대적이었으나, 스포츠구루의 경영난으로 인해 2017년 12월 1일 K3리그 참가가 최종 무산되었다.

### 2018년
2018년 1월 TNT FC에서 훈련하던 이정근이 타이 리그 폴리스 테로 FC와 억대 연봉 계약을 체결하는 데에 성공하며, 프로 재기의 모범적인 사례로 꼽히게 되었다. 구단명을 '서울 TNT 창천 FC'로 변경했다.

### 2022년
2015년 출범 이래 국내외 프로 및 세미프로로 160명을 진출시키며, 국내 독립축구단의 대표 주자로 입지를 굳혔다.

### 2023년
2023년 시즌을 앞두고 '서울 TNT 핏투게더 FC'에서 '서울 양천 TNT FC'로 명칭을 변경했다.

## 선수단

### 1군 코칭 스태프
2024시즌
| 직위        | 이름   | 비고 |
| ----------- | ------ | ---- |
| 단장        | 김태륭 |      |
| 감독        | 황보수 |      |
| 코치        | 김훈성 |      |
| 피지컬 코치 | 신동화 |      |

### 현재 선수단
2024년 1월 19일 기준

참고: FIFA 자격 규정에 따라 소속된 국가대표팀 국기를 표시합니다. 선수는 복수의 FIFA 비회원국 국적을 가지고 있을 수 있습니다.
| 번호 | 포지션 | 국적 | 이름   |
| ---- | ------ | ---- | ------ |
| —    | GK     |      | 정영현 |
| —    | DF     |      | 장석원 |
| —    | DF     |      | 용재현 |
| —    | DF     |      | 한태영 |
| —    | DF     |      | 박철현 |
| —    | DF     |      | 최산   |
| —    | DF     |      | 이종천 |
| —    | DF     |      | 노용식 |
| —    | MF     |      | 이충   |
| —    | MF     |      | 김태성 |
| —    | MF     |      | 강준현 |
| —    | MF     |      | 하지원 |
| —    | MF     |      | 전현욱 |
| —    | MF     |      | 고민혁 |
| —    | MF     |      | 이창훈 |

| 번호 | 포지션 | 국적 | 이름   |
| ---- | ------ | ---- | ------ |
| —    | FW     |      | 김혁진 |
| —    | FW     |      | 김양우 |
| —    | FW     |      | 강우열 |
| —    | FW     |      | 송제헌 |
| —    | FW     |      | 한상운 |
| —    |        |      | 신동하 |
| —    |        |      | 이중권 |
| —    |        |      | 김병연 |
| —    |        |      | 김도호 |
| —    |        |      | 한재현 |
| —    |        |      | 이두규 |
| —    |        |      | 김진성 |
| —    |        |      | 김성민 |
| —    |        |      | 문지현 |

## 재기 선수
- 고강준 : 2017년 목포시청과 계약 체결
- 김봉진 : 2016년 홍콩 킷치와 프로 계약 체결
- 김성현 : 2017년 태국 콘깬과 프로 계약 체결
- 김재연 : 2016년 서울 이랜드와 프로 계약 체결
- 김혁진 : 2017년 김해시청과 계약 체결
- 김현우 : 2016년 대전 코레일과 계약 체결
- 나효성 : 2017년 캄보디아 ARMY과 계약 체결
- 박광일 : 2016년 일본 에히메와 프로 계약 체결
- 박이영 : 2015년 독일 장크트 파울리와 프로 계약 체결
- 양기훈 : 2017년 부천 FC 1995와 프로 계약 체결 (단기훈련)
- 여인혁 : 2017년 김해시청과 계약 체결
- 우현 : 2016년 대전 시티즌과 프로 계약 체결
- 이길훈 : 2016년 인도네시아 스멘 파당과 프로 계약 체결
- 이원재 : 2017년 태국 나콘랏차시마와 프로 계약 체결
- 이건필 : 2018년 태국 수퍼 파워 사뭇쁘라깐와 프로 계약 체결
- 이정근 : 2018년 태국 폴리스 테로와 프로 계약 체결
- 이정진 : 2017년 강원 FC와 프로 계약 체결
- 이준협 : 2017년 경주 한수원과 계약 체결
- 정원영 : 2017년 인천 유나이티드와 프로 계약 체결
- 정인환 : 2016년 FC 서울과 프로 계약 체결 (단기훈련)
- 정호영 : 2017년 경주 한수원과 계약 체결
- 조영준 : 2016년 인천 유나이티드와 프로 계약 체결
- 조우진 : 2017년 안산 그리너스와 프로 계약 체결